# Chrysozana croesus
Chrysozana croesus là một loài bướm đêm thuộc phân họ Arctiinae, họ Erebidae.